# Distretto di Şereflikoçhisar
Il distretto di Şereflikoçhisar (in turco Şereflikoçhisar ilçesi) è uno dei distretti della provincia di Ankara, in Turchia.